# 木村定五郎
木村 定五郎（きむら さだごろう、生没年不詳）とは明治時代の東京の地本問屋。

## 来歴
明治時代に東京府神田区神田紺屋町2丁目7番地において地本問屋を営業している。主に2代目歌川国輝、安達銀光、楊洲周延の錦絵を出版している。

## 作品
- 2代目歌川国輝 「四ツ谷伝馬町新開遊覧写真図」 大判3枚続 錦絵 明治5年
- 安達銀光 「鹿児島新聞 河尻本陣之図」 大判3枚続 錦絵 明治10年
- 楊洲周延 「児雷也譚」 大判3枚続 錦絵 明治13年 国立国会図書館所蔵